# Parnamirim (kommun i Brasilien, Pernambuco, lat -8,20, long -39,76)
Parnamirim är en kommun i Brasilien.   Den ligger i delstaten Pernambuco, i den östra delen av landet, 1 200 km nordost om huvudstaden Brasília. Antalet invånare är 20 227.
Följande samhällen finns i Parnamirim:
- Parnamirim

Omgivningarna runt Parnamirim är huvudsakligen savann. Runt Parnamirim är det mycket glesbefolkat, med 7 invånare per kvadratkilometer.